# Anse Cochon
Anse Cochon es una localidad de Santa Lucía, que forma parte del distrito de Canaries.